# Passy (Alta Saboia)
Passy é uma comuna francesa situada na região administrativa de Auvérnia-Ródano-Alpes, no departamentos franceses da Alta-Saboia e que fica em frente do Monte Branco e separado pelo vale do Arve.
As principais localidades que fazem fronteira com a comuna são Le Fayet Sallanches, Saint-Gervais-les-Bains, Les Houches, Servoz e Chamonix-Mont-Blanc.

## Planalto
No Planalto de Assy de longa data reconhecido pelos seus 'bons ares foram construídos desde os anos 1920 sanatórios dedicados ao tratamento da tuberculose, e num deles morreu a cientista Marie Curie, de uma leucemia.
Um outra curiosidade, esta geológica, é o chamada deserto de Platé onde se encontra grandes extensões de lapiás características dos relevos cársticos.
Tal como em Megève, também foi o mesmo Henry Jacques Le Même que foi designado para construir os hospitais como Roc des Fiz (1929), de Guébriant (1932), e o Martel de Janville (1937).

## Monumentos
A igreja em francês:  Notre-Dame-de-Toute-Grâce nasceu do desejo do cônego Devémy que sem dinheiro para construir uma igreja para a população dos sanatórios, pediu directamente ajuda ao arquitecto Maurice Novarina e a vários artistas que decoraram o seu interior, pelo que aí neste museu estão obras dos maiores mestres da arte moderna como cerâmicas de Fernand Léger, um Saint-Francois-de-Sales de Pierre Bonnard, uma tapeçaria de Jean Lurçat, um baptistério de Marc Chagall, um Santo Dominique de Matisse, etc.